# (90) Antiope
(90) Antiope ist ein Asteroid des äußeren Asteroiden-Hauptgürtels. Durch die Entdeckung des geringfügig kleineren Begleiters S/2000 (90) 1 gilt Antiope als Doppelasteroiden-System.

## Entdeckung und Benennung
Antiope wurde am 1. Oktober 1866 vom deutschen Astronomen Karl Theodor Robert Luther an der Sternwarte Düsseldorf entdeckt.
Benannt wurde der Himmelskörper nach Antiope aus der griechischen Mythologie. Es ist aber umstritten, ob nach der Amazone Antiope, nach der Tochter des Zeus, die von Theseus entführt wurde, oder nach Antiope, der Geliebten von Zeus, dem sie die beiden Söhne Zethos und Amphion gebar.
Seit der Entdeckung des Begleiters wird der Name „Antiope“ offiziell für die größere Komponente verwendet, während für die kleinere Komponente die Bezeichnung S/2000 (90) 1 gilt. Doch wird der Name oft auch für das ganze System verwendet. Inoffiziell wird der Asteroid daher zuweilen auch als Antiope A bezeichnet.
Insgesamt wurde der Asteroid durch mehrere erdbasierte Teleskope beobachtet, insgesamt bisher 4348 Mal innerhalb von 154 Jahren. (Stand Nov. 2020).

## Bahneigenschaften

Umlauf- und Rotationsdynamik im Antiope-System

### Umlaufbahn
Antiope umrundet die Sonne auf einer prograden elliptischen Umlaufbahn zwischen 393 Mill. km (2,62 AE) und 549 Mill. km (3,67 AE) Abstand zu deren Zentrum. Die Bahnexzentrizität beträgt 0,166, die Bahn ist um 2,2° gegenüber der Ekliptik geneigt. Ihre Bahn liegt demnach im äußeren Asteroidengürtel.
Die Umlaufzeit von Antiope beträgt 5,59 Jahre.
Antiope gehört zur Themis-Familie, einer knapp 5000 Mitglieder zählenden Anzahl von Asteroiden, die die Sonne auf ähnlichen Bahnen umlaufen und wahrscheinlich Fragmente einer vorangegangenen Kollision sind.

### Rotation

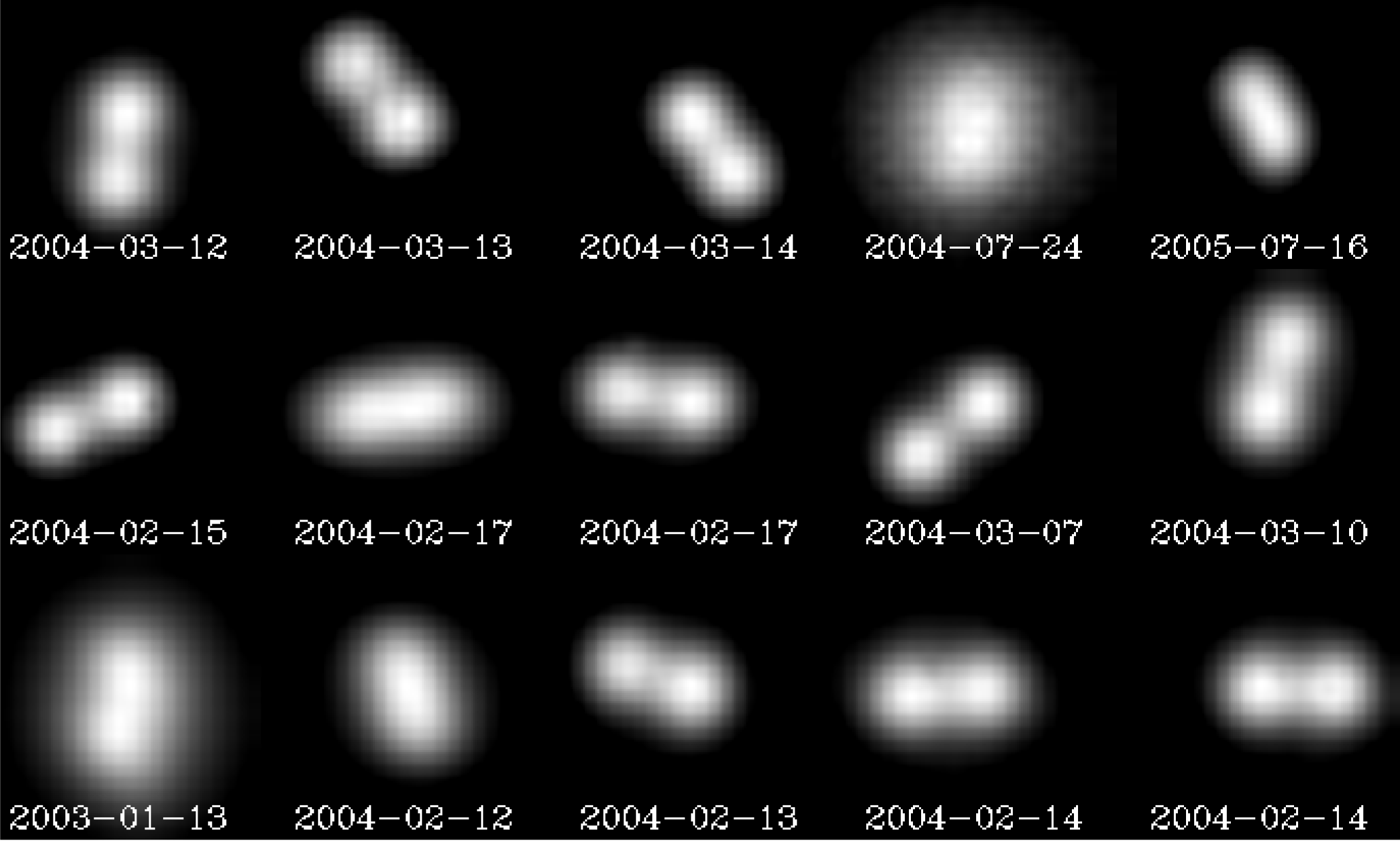
Beobachtungen des Antiope-Systems 2003–2005 mit dem VLT

Antiope rotiert in 16 Stunden und 30 Minuten einmal um ihre Achse. Da die Umlaufzeit gleich der Rotationszeit ist und sich die kleinere Komponente S/2000 (90) 1 ebenso verhält, handelt es sich um eine doppelt gebundene Rotation. Das bedeutet, dass sich beide Körper stets dieselbe Seite zuwenden. Nach dem System Pluto/Charon wurde hier zum zweiten Mal eine doppelt gebundene Rotation nachgewiesen. Voraussetzung dafür sind ähnliche Massen und eine enge Umlaufbahn der beiden Körper.
Daraus ergibt sich, dass der Asteroid in einem Antiope-Jahr 2.968,7 Eigendrehungen („Tage“) vollführt.
Beobachtungen der Lichtkurve zeigen eine Ausrichtung von Antiopes Pol in Richtung der ekliptischen Koordinaten {\displaystyle (\beta ,\lambda )=(200^{\circ },38^{\circ })} mit ±2° Unsicherheit. Daraus ergibt sich eine Achsenneigung von 63,7 ± 2°. Antiopes Rotation ist demnach prograd.

## Physikalische Eigenschaften

### Größe
Die bisherigen Beobachtungen von Antiope weisen auf einen rundlichen, leicht unregelmäßig geformten Körper hin; die genaueste Durchmesserbestimmung (geometrisches Mittel) liegt bei 87,8 km. Hinsichtlich der genauen Dimensionen liegt der präziseste Wert bei 93,0 × 87,0 × 83,6 km. Der gemessene Wert von rund 116 km bezieht sich auf beide Antiope-Körper.
Ausgehend von einem mittleren Durchmesser von 87,8 km ergibt sich eine Oberfläche von etwa 24.200 km², was knapp der Fläche Nordmazedoniens entspricht.
Insgesamt gehören beide Antiope-Komponenten zu den 500 größten Asteroiden im Sonnensystem.
| Jahr | Abmessungen in km  | Quelle         |
| ---- | ------------------ | -------------- |
| 2001 | 120,07 ± 4,0       | IRAS           |
| 2007 | 87,8 ± 1           | Descamps u. a. |
| 2007 | 93,0 × 87,0 × 83,6 | Descamps u. a. |
| 2014 | 115,974            | Masiero u. a.  |

(Die präziseste Bestimmung ist fett markiert.)

### Oberfläche

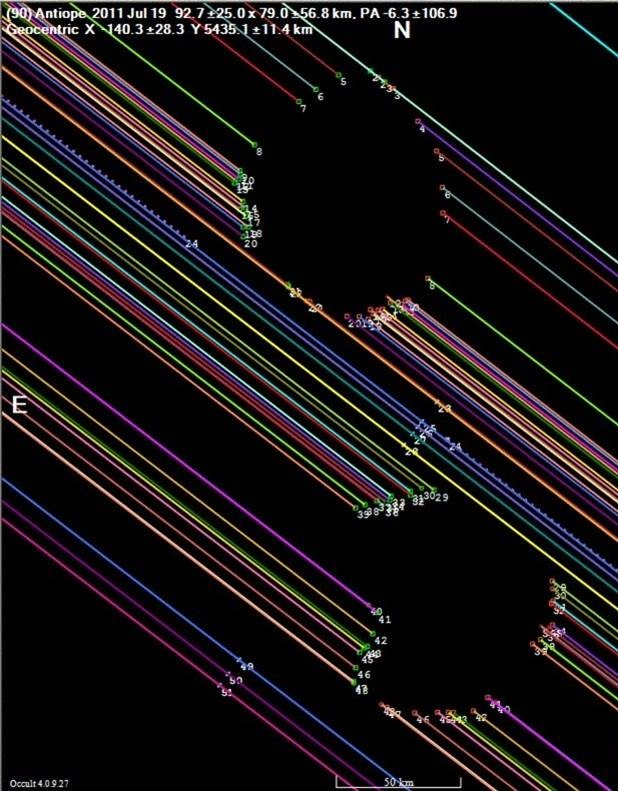
Die Lücken in den von verschiedenen Standorten aus gewonnenen Beobachtungen einer Sternbedeckung durch Antiope am 19. Juli 2011 zeichnen die Silhouetten der beiden Komponenten nach

2007 lieferten Beobachtungen mit dem VLT-Teleskop unter Anwendung adaptiver Optik und Analysen von Lichtkurven Hinweise auf einen 68 km großen Einschlagskrater auf einem der beiden Körper. Dies könnte das Resultat einer Kollision einer Proto-Antiope sein, die zu der Teilung des Körpers in zwei ähnlich große Körper führte. Ein solcher Impaktor müsste mehr als 17 km Durchmesser gehabt haben. Der Krater kann durch das 10-m-Keck-Teleskop II nicht aufgelöst werden, doch wurde er durch die etwa 30 Sekunden dauernde Bedeckung des Sterns LQ Aquarii am 19. Juli 2011 bestätigt. Bereits am 11. Juni 1980 wurde eine Sternbedeckung aufgezeichnet.

### Innerer Aufbau
Antiope gehört zu den C-Typ-Asteroiden und besitzt daher eine dunkle, kohlenstoffreiche Oberfläche mit einer Albedo von 0,058. Die Oberflächenfärbung ist damit dunkler als Kohle. Die ungewöhnlich geringe mittlere Dichte von 1,25 g/cm³ ist ein Hinweis darauf, dass es sich nicht um einen kompakten Körper handelt, sondern ein Rubble Pile sein dürfte, eine Ansammlung von Staub und Gesteinen, die von Hohlräumen durchsetzt ist. Die Porosität wird auf über 30 % geschätzt. Es ist denkbar, dass sich der Asteroid aus Schutt einer vorangegangenen Kollision formiert hat, möglicherweise diejenige, in der die Themis-Familie ihren Ursprung hat.
Nach einer 2009 erfolgten spektroskopischen Untersuchung ist der Aufbau von (90) Antiope und S/2000 (90) 1 identisch.
Die Masse von Antiope ließ sich bislang auf {\displaystyle 4{,}2\cdot 10^{17}\,{\text{kg}}} berechnen.
Die absolute Helligkeit wird mit 8,1 mag angegeben.
Die mittlere Oberflächentemperatur beträgt rund 158 K (−115 °C) und kann mittags bis auf maximal 244 K (−29 °C) ansteigen.

## Doppelsystem
Durch die Entdeckung des Begleiters im Jahr 2000 besteht Antiope aus zwei großen Körpern, die einander im mittleren Abstand von 170 Kilometern in 16,52 Stunden doppelt synchron umlaufen, was bedeutet, dass beide Körper einander stets dieselbe Seite zuwenden. Im Hauptgürtel stellen solche Binärsysteme eher eine Seltenheit dar, während sie im Kuipergürtel nicht ungewöhnlich sind. Die Gesamtmasse des Systems beträgt {\displaystyle (8{,}3\pm 0{,}2)\cdot 10^{17}\,{\text{kg}}.}
| Komponenten                 | Physikalische Parameter | Physikalische Parameter | Physikalische Parameter | Bahnparameter        | Bahnparameter  | Bahnparameter | Bahnparameter            | Entdeckung           | Entdeckung                 |
| Name                        | Durch- messer (km)      | Relativ- größe %        | Masse (kg)              | Große Halbachse (km) | Umlaufzeit (d) | Exzentrizität | Inklination zur Ekliptik | Datum der Entdeckung | Datum der Veröffentlichung |
| --------------------------- | ----------------------- | ----------------------- | ----------------------- | -------------------- | -------------- | ------------- | ------------------------ | -------------------- | -------------------------- |
| (90) Antiope („Antiope A“)  | 87,8                    | 100,00                  | 4,2 · 1017              | ~ 85                 | 0,6878         | < 0,006       | 63,7°                    | 1. Okt. 1866         | 1866                       |
| S/2000 (90) 1 („Antiope B“) | 83,8                    | 95,4                    | 4,1 · 1017              | ~ 85                 | 0,6878         | < 0,006       | 63,7°                    | 10. Aug. 2000        | 3. Okt. 2000               |